# صباح الخزاعي
صباح الخزاعي هو أكاديمي وباحث و محلل سياسي عراقي مقيم في إنكلترا اشترك في حوارات دينية وسياسية كثيرة في قناة المستقلة، يوصف صباح بأنه شيعي عروبي.